# Weißkupfer
Weißkupfer oder Weißer Tombak, auch cuprum album ist eine helle Kupfer-Arsen-Legierung, die früher (meist versilbert) als Silberersatz verwendet wurde. Sie enthielt 63 % Kupfer und 37 % Arsen. Seit Mitte des 19. Jahrhunderts wird Weißkupfer aufgrund seiner Giftigkeit weitgehend durch die Kupfer-Nickel-Zink-Legierung Neusilber ersetzt. Nach erfolgter Ablösung des Weißkupfers durch Neusilber ging auch der Name „Weißkupfer“ teilweise auf die Nachfolgelegierung über.
Die Legierung wurde durch Zusammenschmelzen von gleichen Teilen elementaren Kupfers und Arsens, auch gleicher Teile Kupferspäne und Arsen(III)-oxid (Arsenik) sowie Kohlenstoff (meist als Ruß) als Reduktionsmittel, hergestellt. Da die Legierung danach meist nicht homogen in der Farbe war, wurde das Erhitzen mehrere Male wiederholt, bis die rötliche Färbung verschwunden war und das Gemisch eine gleichmäßige silbrige Farbe erhielt. Das erhaltene Weißkupfer ist eine spröde, brüchige Substanz, die Silber lediglich in der Farbe ähnelt und an der Luft gelb bis schwarz anläuft. Zur Verbesserung der Beständigkeit wurden Gerätschaften fast immer mit Blattsilber überzogen.
Weißkupfer wurde für Leuchter, Metallgeräte und Gefäße eingesetzt; schon früh wurde von der Verwendung von Weißkupfergeräten bei der Bereitung von Speisen und Getränken abgeraten.
Im englischen Sprachraum bezeichnet „white copper“ die Legierung „Neusilber“.